# Lactobacillus delbrueckii
Lactobacillus delbrueckii, pałeczka kefirowa – bakteria z rodzaju Lactobacillus, jedna z najpowszechniej występujących na końcu jelita krętego u człowieka. Pospolicie występuje w jogurcie, podobnie jak lactobacillus casei oraz lactobacillus acidophilus. Gatunek ten jest psychobiotykiem – poprawia nastrój, łagodzi reakcje na bodźce emocjonalne oraz polepsza procesy immunologiczne. Bakteria Lactobacillus delbrueckii odpowiada za powstrzymanie gorzknienia serów i dzięki niej ich konsumpcja jest bezpieczna dla człowieka. Drobnoustrój daje dobre rezultaty jako składnik preparatów leczących wrzodziejące zapalenie jelita grubego.
Ma 2–9 μm długości i 0,5–0,8 μm szerokości.